# 汉迪亚
汉迪亚（Handia），是印度北方邦Allahabad县的一个城镇。总人口16412（2001年）。

## 人口
该地2001年总人口16412人，其中男性8768人，女性7644人；0—6岁人口3021人，其中男1613人，女1408人；识字率51.86%，其中男性为62.90%，女性为39.19%。